# Zetsuai 1989
Zetsuai 1989 es un manga de estilo shōnen-ai y a la vez, la primera historieta de la autora nipona Minami Ozaki. Trata acerca del romance entre un cantante rebelde y famoso, Nanjo Koji y un correcto chico que juega fútbol, Takuto Izumi. En España ha sido publicado por la editorial Ediciones Glénat.
Es una obra considerada shōnen-ai, al contrario de su secuela Bronze (yaoi). En la OVA que se hizo de la serie, se muestran dos canciones de Koji, una se llama The Scarlet Scar y la otra What Should I Do.

## Argumento
Al inicio Takuto Izumi está saliendo de su trabajo nocturno y se da cuenta de que hay un muchacho durmiendo en un contenedor de basura. Por compasión lo recoge y se lo lleva a su casa. Como está resfriado le permite quedarse mientras él está entrenando. Cuando Izumi va por la calle, ve en la televisión que el famoso cantante Nanjo Koji ha desaparecido. ¡Cuál sería su sorpresa al conocer que el chico ebrio que rescató es el famoso cantante y todos lo buscan hasta por debajo de las piedras! Cuando Koji despierta, empiezan a discutir, pero cuando el cantante ve la fiera mirada de Izumi se estremece y desea saber más de él. Así es como se entera de que tiene sólo hermanos menores y que son huérfanos, ya que al parecer la madre de Izumi enloqueció y asesinó a su padre cuando eran niños. Izumi se hizo cargo de sus hermanos pero no aceptó ser adoptado, vive solo y no quiere la ayuda de nadie.
Koji asiste a uno de los juegos de Izumi y se da cuenta de que es muy bueno; ahí conoce a su hermana. Entonces, Izumi se desmaya y cae en los brazos de Koji. En el hospital, Serika (la hermana de Izumi) llama a su madre dejándolos solos, entonces Koji ve a Izumi y está a punto de besarlo. Poco a poco, Koji se obsesiona con Izumi al punto de comprar una casa justo frente al campo dende el chico entrena, pese a las súplicas de Izumi de que lo deje en paz.
Un día, mientras Izumi está entrenando, llega Koji y le pide que lo deje entrenar con él, pero este último se desmaya; Izumi lo lleva a su casa y al despertar Koji trata de ultrajar al futbolista, pero este no se lo permite y Koji le dice que lo mate, antes de que haga una atrocidad por amor; al final lo deja ir.

## Personajes principales

### Nanjo Koji
Famoso ídolo adolescente, hijo de una hermosa modelo que no le prestaba atención, por lo que decidió dedicarse a la música. Tiene dos hermanos que se hacen cargo del negocio de la familia y él no quiere saber nada de ellos; gusta del alcohol y las mujeres y vive como todo una estrella de rock; ama de una forma obsesiva a Izumi al punto de tratar de ultrajarlo, pero es por no saber como amarlo. Es alto, de piel blanca y cabello plateado, es extremadamente guapo y admirado por las adolescentes.

### Takuto Izumi
Joven perturbado por la locura de su madre, tiene una cicatriz en la cadera que ésta le provocó. Se dedica al fútbol y es muy bueno, tiene tres trabajos para mantenerse, es solitario y no tiene amigos, sólo sus hermanos que viven en una familia adoptiva. Se siente abrumado por el enfermizo amor que Nanjo Koji le tiene, pero lo aprecia, con el tiempo también llegará a amarlo. Es muy guapo.

## Publicaciones
La serie ha sido publicada en varios idiomas, pero aún no en inglés.
El proyecto se inició 1989 como un legítimo spin-off de la del autor de Capitán Tsubasa doujinshi Dokusen Yoku. La serie Zetsuai fue abandonado después de 5 volúmenes. El autor, o mangaka, Minami Ozaki recogió la historia de copia de seguridad después de algunos años con Bronze. Hasta la fecha, ha superado Bronze Zetsuai y cuenta con 14 volúmenes. La historia de arco es en la actualidad se denomina en Reiniciar.
Dos OVA's fueron realizados, teniendo un lugar en Zetsuai [ya que] de 1989, y la segunda durante el Bronze. Koyasu Takehito desempeña la parte de Takuto Izumi, y Sho Hayami desempeña  a Koji Nanjo. Radio dramas y CD (con algunas letras compuestas por Minami Ozaki) se produjeron. Los propios actores a menudo las partes vocales para la música. Cinco videos de música original se realizaron y compilado en un video llamado Cathexis.
El personaje Nanjo Koji está inspirado en uno de los ídolos reales de la época en Japón, Atsushi Sakurai (vocalista de la banda de rock, Buck-Tick).